# Eon Tower
L'Eon Tower est un gratte-ciel résidentiel en construction à Mumbai en Inde. Il s'élèvera à 230 mètres. 